# Aldo Oriani
Aldo Oriani (Thiene, 6 novembre 1907 – Thiene, 7 ottobre 1960) è stato un calciatore italiano, di ruolo attaccante.

## Carriera
Gioca con il Padova la prima stagione di Serie A nel 1929-1930.
Nella stagione 1932-1933 veste la maglia del Thiene.